# Circonscription Woreda 17
La circonscription Woreda 17 est une des 23 circonscriptions législatives de la ville-région d'Addis-Abeba. Son représentant actuel est Zerihun Kebede Wede[réf. nécessaire].